# Zeven zeeën

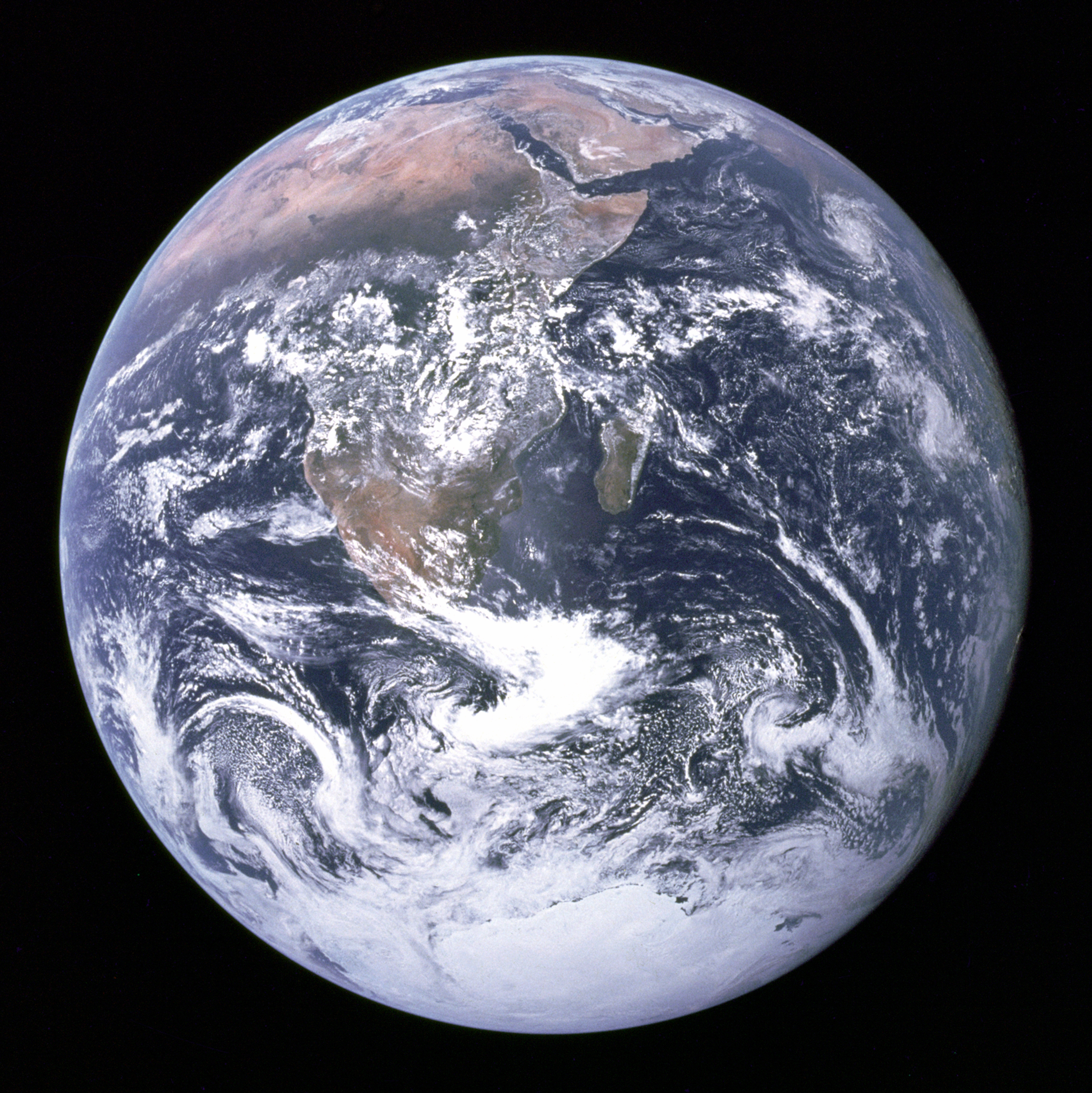
De aarde vanaf Apollo 17

De zeven zeeën is een poëtische benaming voor alle zeeën en oceanen van de Wereld.
Het gezegde "hij heeft de zeven zeeën bevaren" betekent "hij is overal geweest" of "hij heeft veel ervaring".
De term "Zeven Zeeën" verschijnt al in 2300 v.Chr. in een hymne van de Soemerische Enheduanna aan de godin Inanna. Dat er zeven worden genoemd, heeft te maken met de symbolische betekenis van het getal 7.
Het begrip wordt als poëtische zegswijze door latere culturen overgenomen. Welke deze zeven waren was afhankelijk van de betreffende culturen. 
Een "klassieke" lijst zou kunnen zijn:
1. de Middellandse Zee
2. de Adriatische Zee
3. de Zwarte Zee
4. de Rode Zee
5. de Arabische Zee
6. de Perzische Golf
7. de Kaspische Zee

Een "moderne" lijst:
1. de Noordelijke Grote of Stille Oceaan
2. de Zuidelijke Grote of Stille Oceaan
3. de Noordelijke Atlantische Oceaan
4. de Zuidelijke Atlantische Oceaan
5. de Indische Oceaan
6. de Zuidelijke Oceaan (ook Antarctische Oceaan genoemd)
7. de Noordelijke IJszee (ook Arctische Oceaan genoemd)

Geologisch gezien zijn er vijf oceanen.